# International Association of Nitrox and Technical Divers
La International Association of Nitrox and Technical Divers (IANTD) è un'organizzazione di addestramento alla subacquea specializzata nelle certificazioni e nell'addestramento all'uso dell'attrezzatura Nitrox e alle immersioni tecniche.

## Storia
Dick Rutkowski, supervisore subacqueo del National Oceanic and Atmospheric Administration (NOAA), fondò la International Association of Nitrox Divers (IAND) nel 1985 per insegnare ai subacquei ricreativi l'uso del Nitrox.
Il programma di addestramento venne fornito tramite il NOAA. Nel 1992 il nome venne cambiato in quello attuale, quando la European Association of Technical Divers si fuse con la IAND. Fu questo il primo programma ad offrire una certificazione Nitrox e nel 1991, quando Tom Mount si unì alla IANTD, iniziarono ad essere offerti programmi di addestramento in tutti gli aspetti dell'immersione tecnica (tra cui anche Trimix e rebreather).

## Certificazioni

### Immersione sportiva
- Snorkel Diver
- Open Water Free Diver
- Advanced Free Diver
- Master Free Diver
- Open Water Diver
- Advanced Open Water Diver
- Open Water Nitrox Diver
- Resort Nitrox Diver
- Nitrox Diver
- Deep Diver
- Advanced Nitrox Diver
- Divemaster Ratings
- Cavern Diver
- Wreck Diver
- EANx Mixing Technician

### Immersione tecnica
- Technical Diver
- Introductory Cave Diver
- Cave Diver
- Technical Cave Diver
- Trimix Mixing Technician
- Rebreather Diver
- Normoxic Trimix Diver
- Trimix Diver

### Certificazioni per istruttori
- Open Water Free Diver Instructor
- Advanced Free Diver Instructor
- Master Free Diver Instructor
- EANx Instructor
- Advanced Nitrox Instructor
- Technical Instructor
- Technical Development Instructor
- Cavern Instructor
- Wreck Instructor
- Technical Wreck Instructor
- Technical Cave Instructor
- Rebreather Instructor
- Gas Blender Instructor
- Normoxic Trimix Instructor
- Trimix Instructor